# والماس

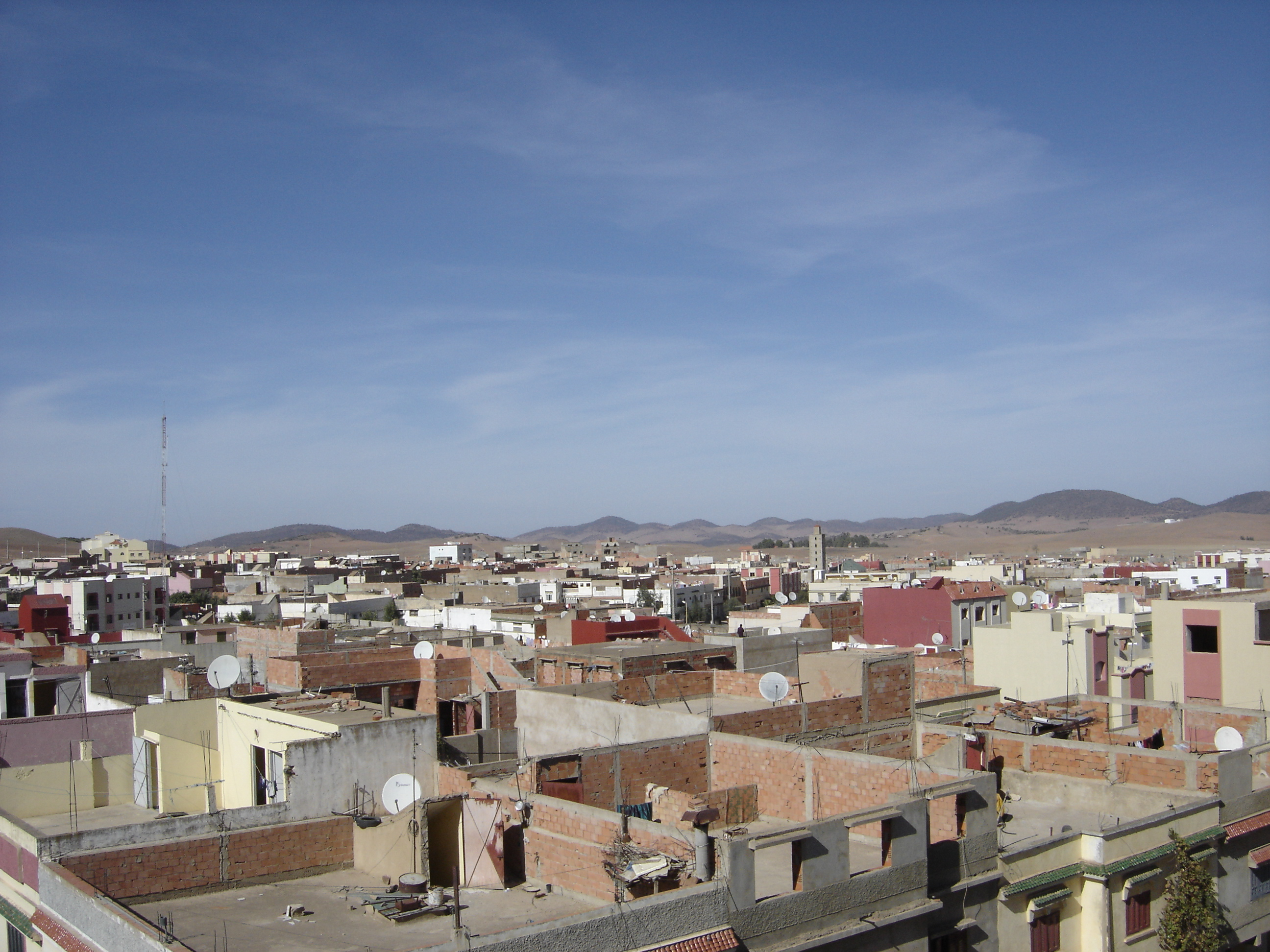
مدينة ولماس

والماس أو أولماس، هي جماعة ترابية في إقليم الخميسات جهة الرباط سلا القنيطرة في المغرب، بلغ عدد سكانها حسب تعداد عام 2004 ما يقارب 9460 نسمة. تحدّ من ناحية الشمال بجماعة بوقشمير إقليم الخميسات ومن الناحية الجنوبية بإقليم خنيفرة ومن الناحية الشرقية عمالة مكناس ومن الناحية الغربية بجماعة تيداس إقليم الخميسات. وتبعد عن الرباط العاصمة بما يقارب 100 كم إلى الشرق.

## الرياضة

### نادي أطلس أولماس لكرة القدم
نادي أطلس أولماس لكرة القدم هو نادي مغربي من مدينة أولماس يمارس بقسم الهواة الثالث.[بحاجة لمصدر]

### نادي أطلس أولماس للبادمنتون
أُسس نادي أطلس أولماس للبادمنتون سنة 2018 بمدينة والماس، ويبلغ عدد منخرطيه حوالي 50 منخرطا. حصل على الرتبة الأولى سنتي 2023 و2024 في الدوري الوطني للبادمنتون. كما أشرف النادي إلى جانب جماعة والماس على تنظيم نسخة سنة 2023 من الدوري الوطني للبادمنتون. يمارس النادي نشاطه الرياضي بالقرية الرياضية لوالماس التي تضم قاعة مغطاة متعددة الاختصاصات. 

## أعلام
- المحجوبي أحرضان
- زهرة وعزيز